# 日本クリスチャン・ペンクラブ
日本クリスチャン・ペンクラブ（にほんクリスチャン・ペンクラブ、英語名称：Japan Christian Pen Club）は、キリスト教徒の著作家の育成を目的とした日本の組織である。
日本キリスト教協議会の一部として文書事業部の協力によって設立された、日本基督教文筆家協会が前身である。1952年に東京銀座の教文館で発足式が行われ、クリスチャン翻訳家の村岡花子が初代会長に就任した。1963年に現在の名称に改めた。
クリスチャンの著作家を育成し、日本における文書伝道を強化し、福音伝道に寄与することを目的としている。夏期学校や研修会を開くなど、牧師、信徒を含めた超教派のキリスト教文筆家の養成所として活動している。
児童文学書や『あかし新書』『香相』を発行している。鹿児島、近江八幡などに支部がある。